# Hidden Agenda
Hidden Agenda (tạm dịch là Chương trình Nghị sự ẩn) là một trò chơi điện tử thể loại tội phạm kinh dị được phát triển bởi Suppermassive Games và được công bố bởi Sony Interactive Entertainment được phát hành trên PlayStation 4 trong tháng 10 năm 2017.

## Cách chơi
Hidden Agenda là một trò chơi hành động phiêu lưu từ góc độ thứ ba. Người chơi sẽ nắm quyền kiểm soát thám tử Becky Marney và luật sư quận Felicity Graves, cả hai đều tham gia vào vụ án giết người hàng loạt có tên Kẻ Đặt Bẫy. Trò chơi có tính năng bấm phím nhanh (Quick Time Event) quyết định kết quả của những câu chuyện, dù đó là có thể sẽ là cái chết của nhân vật hay sống sót. Với tính năng PlayLink, những người khác có thể tham gia trò chơi để bỏ phiếu cho một quyết định cụ thể sẽ  được thực hiện, bằng cách sử dụng điện thoại thông minh có hệ điều hành Android hoặc iOS của họ. Một người chơi sẽ nhận được một mục tiêu bí mật, hoặc Chương trình Nghị sự Ẩn, nhằm tạo ra mâu thuẫn giữa các người chơi khi họ cố gắng ngăn không cho điều đó xảy ra.

## Phát triển
Supermassive Games phục vụ như một nhà phát triển trò chơi, và sử dụng Unreal Engine 4 để phát triển nó.

## Phát hành
Hidden Agenda được công bố tại E3 2017 cùng với một đoạn giới thiệu khởi động hỗ trợ tính năng PlayLink.

## Giải thưởng
Sau E3 2017, Hidden Agenda đã nhận được một trong những giải thưởng Best of E3 của GamesRadar